# British Alpine Hannibal Expedition
La British Alpine Hannibal Expedition fue un evento de arqueología experimental que tuvo lugar en 1959. El ingeniero británico John Hoyte lideró una expedición que trató de recrear el cruce de Aníbal por los Alpes en el año 218 a. C., en los albores de la segunda guerra púnica. El grupo consiguió llevar a la elefanta asiática Jumbo, procedente de un zoo de Turín, desde Francia hasta Italia cruzando por el col du Mont-Cenis.

## Contexto

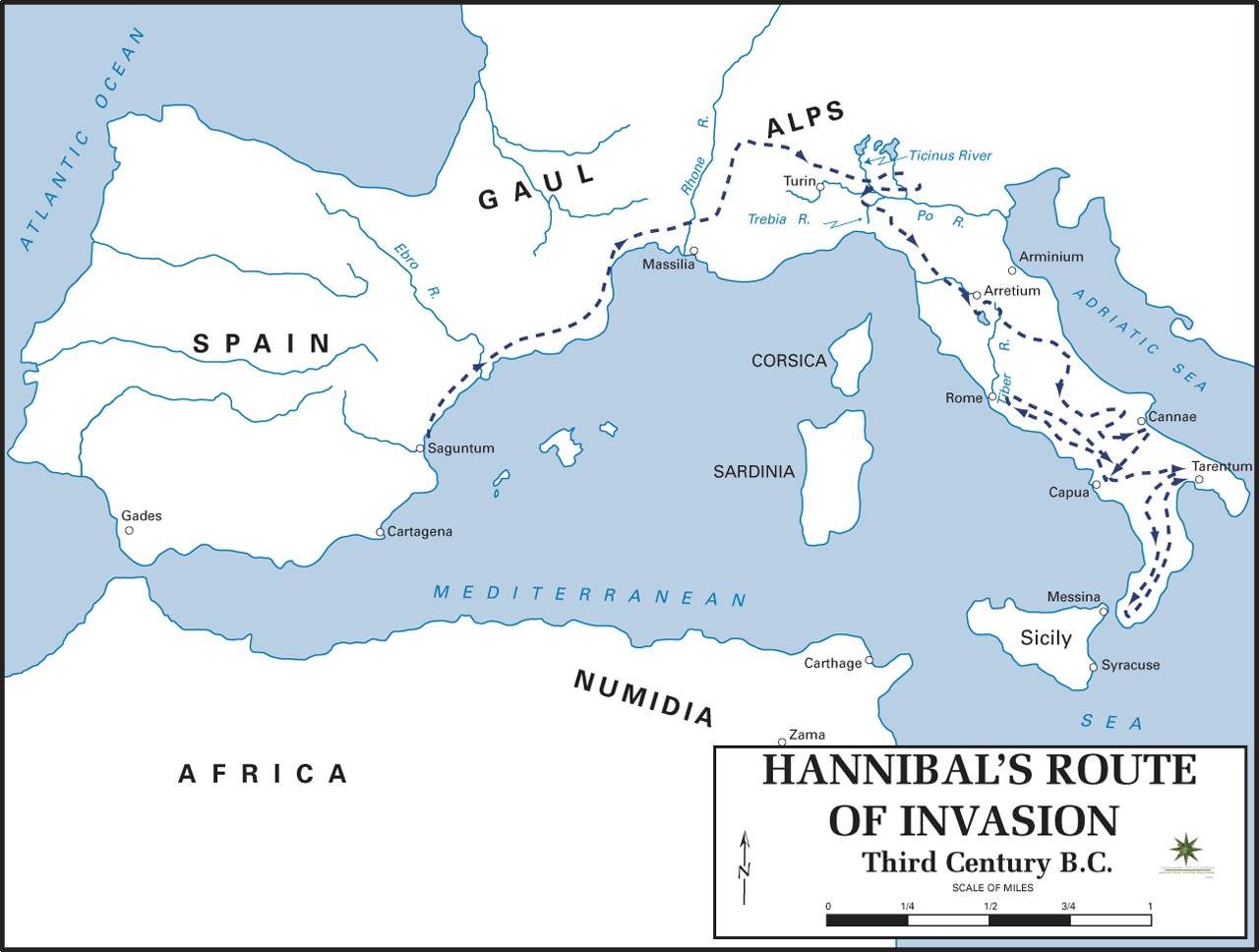
Una de las posibles rutas tomadas por el ejército de Aníbal. Gavin de Beer llegó a postular doce candidatas diferentes a partir de la lectura de treinta libros.

Tras la derrota cartaginesa en la primera guerra púnica (264-241 a. C.), Amílcar Barca se hizo con una amplia porción del territorio de la península ibérica. Al estallar la segunda guerra púnica en el año 218 a. C., su hijo Aníbal condujo a un ejército integrado por 50 000 hombres y 37 elefantes de guerra desde Hispania —lo que en la actualidad se corresponde con España— para luchar contra Roma. Evitó la ruta costera y, en cambio, llevó a sus fuerzas por los Alpes. Los historiadores antiguos Polibio y Tito Livio describieron su marcha. La ruta exacta, sin embargo, ha sido objeto de un amplio debate académico, del que, por ahora, aún no se han obtenido respuestas definitivas. En un libro publicado en 1955 y titulado Alps and elephants: Hannibal's march, Gavin de Beer cita doce posibles candidatos extraídos de la lectura de treinta libros diferentes.

## La expedición
En 1955, el periódico The Times reavivó el debate sobre la ruta que Aníbal había empleado para cruzar los Alpes. Esto llamó la atención de John Hoyte, por aquel entonces estudiante de Ingeniería en la Universidad de Cambridge. Este estaba interesado en la historia y el montañerismo, y dedicó el verano de 1956 a patear los Alpes con sus amigos y comparar las posibles rutas con las descripciones antiguas. El grupo llegó a la conclusión de que el col de Clapier era el cruce más probable, una opinión que muchos historiadores siguen sosteniendo hoy en día.
Unos años más tarde, un amigo sugirió poner la teoría a prueba con un elefante de verdad. Hoyte escribió a consulados británicos en Lyon, Ginebra y Turín para preguntar por la posibilidad de hacerse con un elefante para el experimento, pero no tenía grandes esperanzas de triunfar. Sin embargo, el zoo de Turín se había hecho recientemente con una elefanta asiática, Jumbo, entrenada para el circo. El dueño del zoo accedió y se postuló como el primer patrocinador de la expedición. Hoyte reunió un grupo de ocho personas; este incluía a Richard Jolly como secretario y al coronel John Hickman, profesor de Cirugía Veterinaria en la Universidad de Cambridge, que había adquirido experiencia en el trato de elefantes en Birmania durante la Primera Guerra Mundial. Lloyd's of London aseguró a Jumbo y la revista Life, que más tarde publicaría un reportaje fotográfico de la expedición, se ofreció como patrocinadora.

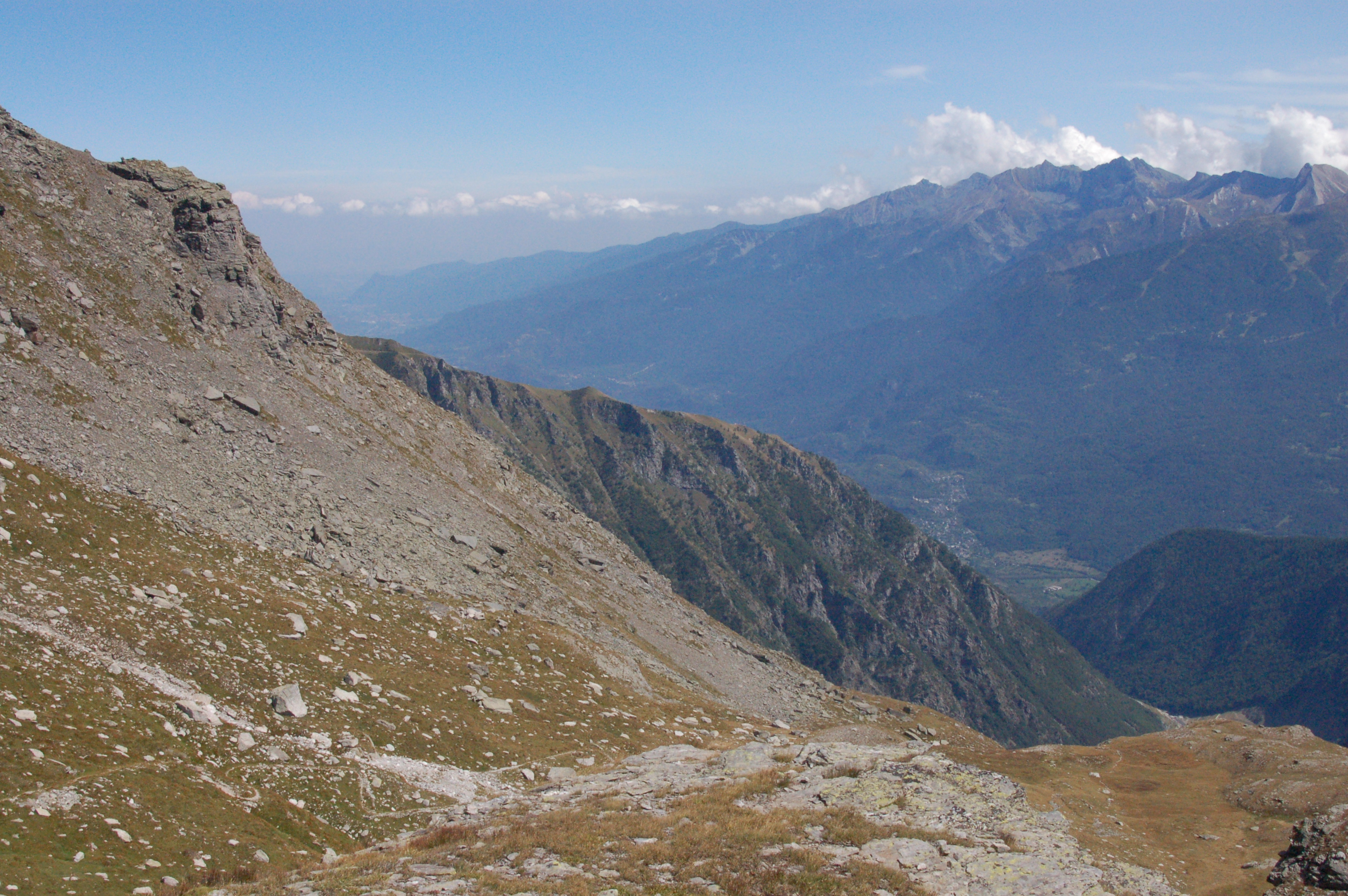
La ruta original llevó al grupo hacia el col de Claiper, pero el paso se había estrechado, por lo que tuvieron que retroceder y cruzar por el col du Mont-Cenis.

La expedición partió de Montmélian, en Francia, en julio de 1959. Siguió el curso del río Arc, por el valle, y después ascendió hacia el col de Clapier. Sin embargo, la ruta hacia el paso se había visto estrechada a causa de un desprendimiento y se presentaba peligrosa. El grupo retrocedió de vuelta al valle y cruzó por el col du Mont-Cenis, otro paso sugerido como el tomado por Aníbal nada más y nada menos que por Napoleón. Tras diez días de viaje, la expedición llegó a la localidad italiana de Susa.
En un principio, los miembros de la expedición habían pensado llamar Hannibella a la elefanta, de más de dos toneladas y media, pero hacía caso omiso de ese nombre, por lo que se tuvo que quedar con el de Jumbo. Tenía once años e iba equipada con botas de cuero y apoyos para las rodillas, pensados para los pasos más complicados. Asimismo, se le tejió un abrigo especial para mantenerla caliente. Pese a que su dieta consistía en 68 kilogramos de heno, veintitrés de manzanas, dieciocho de pan, nueve de zanahorias y un suplemento de vitamina B diarios, perdió cerca de 140 kg en los primeros cuatro días de viaje y cerca de 230 en total. A su llegada a Italia, comió un pastel y una botella de vino Chianti.
Hoyte publicó en 1960 un informe sobre la expedición titulado Trunk Road for Hannibal: With an Elephant Over the Alps —se puede traducir al español como «Carretera principal para Aníbal: con un elefante sobre los Alpes»—. Otras de las miembros de la expedición, Cynthia Pilkington, publicó el libro Elephant Over the Alps en 1961, relatando lo sucedido durante la expedición.